# Selección de rugby league de Perú
La selección de rugby league de Perú es el representante de dicho país en los campeonatos oficiales.

## Historia
Su debut en campeonatos oficiales fue en el Torneo Latino de Rugby League de 2015, perdiendo la final frente al combinado de Chile por un marcador de 10-14.
En su segundo torneo, esta vez fue el Torneo Latino de Rugby League de 2016, vuelve a llegar a la final, perdiendo frente al mismo rival que el año anterior, esta vez el resultado fue de 14 a 20.
En febrero de 2017, disputa su primer encuentro en formato de Rugby 13, frente al combinado de Africa United, perdiendo por 10 a 68.

## Plantel
Plantel convocado para el partido frente a Africa United
| Perú XIII         |
| ----------------- |
| Jye Sommers       |
| Sean Day          |
| Juan Carrion      |
| Luis Fhon         |
| Corey Daniela     |
| Aaron Perez       |
| Mitchell Perez    |
| Frank Altamirano  |
| Paul Altamirano   |
| George Altamirano |
| Jacob Parker      |
| Jonathan Julca    |
| Kurtis Labour     |
| Sergio Rios       |
| Martin Portillo   |
| Daniel Harada     |
| DT: Jaime Perez   |

## Partidos disputados
| 4 de febrero de 2017 | Perú | 10 - 68 | Africa United | Sídney, Australia |  |

| 15 de septiembre de 2019 | Perú | 34 - 30 | Uruguay | Sídney, Australia |  |

| 22 de febrero de 2020 | Perú | 14 - 30 | Brasil | Sídney, Australia |  |

| 6 de marzo de 2021 | Perú | 10 - 18 | El Salvador | Sídney, Australia |  |

## Historial
Solo se consideran partidos en formato de rugby 13.
| Oponente      | Jugados | Ganados | Empatados | Perdidos | % de victorias | Mejor resultado |
| ------------- | ------- | ------- | --------- | -------- | -------------- | --------------- |
| Africa United | 1       | 0       | 0         | 1        | 0.0%           | 10-68           |
| Brasil        | 1       | 0       | 0         | 1        | 0.0%           | 14-30           |
| El Salvador   | 1       | 0       | 0         | 1        | 0.0%           | 10-18           |
| Uruguay       | 1       | 1       | 0         | 0        | 100.0%         | 34-30           |
| Total         | 4       | 1       | 0         | 3        | 25.0%          | -               |

## Participación en copas

### Rugby League Sevens
- Torneo Latino 2015: Subcampeón[1]

### Rugby League Nines
- Torneo Latino 2016: Subcampeón[2]
- Torneo Latino 2019: 5° puesto